# 華美大屠殺
華美大屠殺（英語：Wah Mee massacre），是指發生於1983年2月19日，在美國華盛頓州西雅圖美拿巷（Maynard Alley South）華美俱樂部的劫殺案，造成13死1傷。案件涉及3名港籍美國人伍偉超（Tony Ng Wai Chiu）、麥群輝（Willie Mak Kwan Fai）及伍強健（Benjamin Ng Keung Kin）持械犯案。

## 背景
華美俱樂部位於唐人街國際區美拿巷一棟建築物的地下室（現已清拆），是由當地華人幫會經營且歷史悠久的非法賭場，深受當地亞裔社區的歡迎。

## 案發過程
共14名荷官和賭客當中，除了1人之外，其餘13人手腳勻被尼龍索帶反綁，被兇手以槍斃的形式，逐一朝頭部開兩至三槍，最終僅1人生還。

## 影響
事件被改編為香港電視劇《種計》，在1985年播出及香港電影《西雅圖大屠殺》，在1989年上映。

## 備註
1. 1 2  中文報章把Ng Wai Chiu的姓氏（Ng）最常譯作「伍」或「吳」。